# Una nuova era del pensiero
Una nuova era del pensiero (A New Era of Thought) è un saggio di Charles Howard Hinton, pubblicato per la prima volta nel 1888. Il libro tratta della quarta dimensione e della sua influenza sul pensiero umano.
Il libro è noto perché in esso compare per la prima volta il termine tesseratto (tesseract nell'originale inglese), coniato dall'autore.